# Jüdischer Friedhof (Flévy)

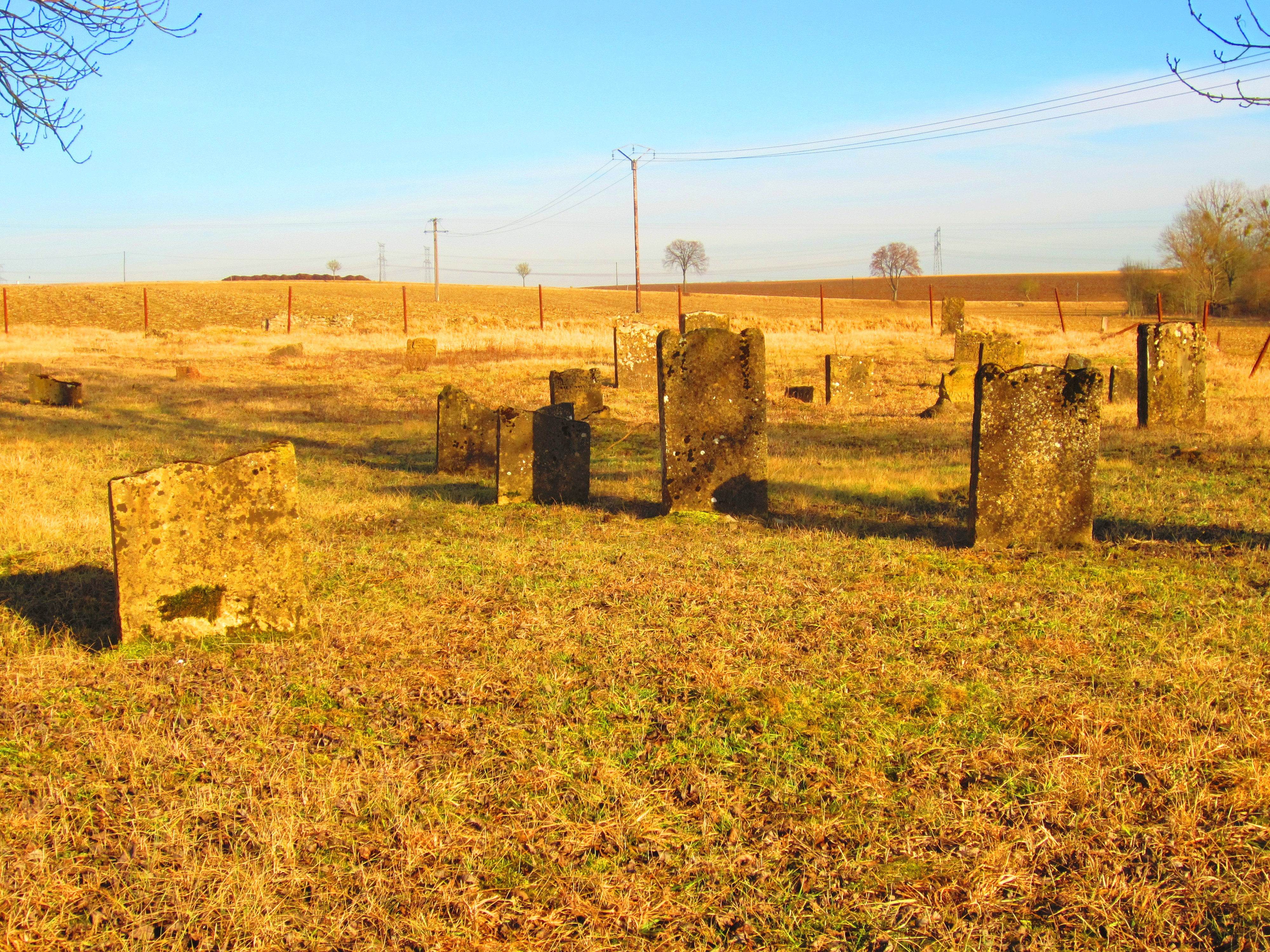
Jüdischer Friedhof in Flévy

Der Jüdische Friedhof in Flévy, einer französischen Gemeinde im Département Moselle in der historischen Region Lothringen, wurde Ende des 16. Jahrhunderts angelegt. 
Der jüdische Friedhof befindet sich östlich des Ortes an der Départementstraße D55. Auf dem Friedhof sind noch circa 55 Grabsteine (Mazevot) erhalten.